# Ducado de la Conquista

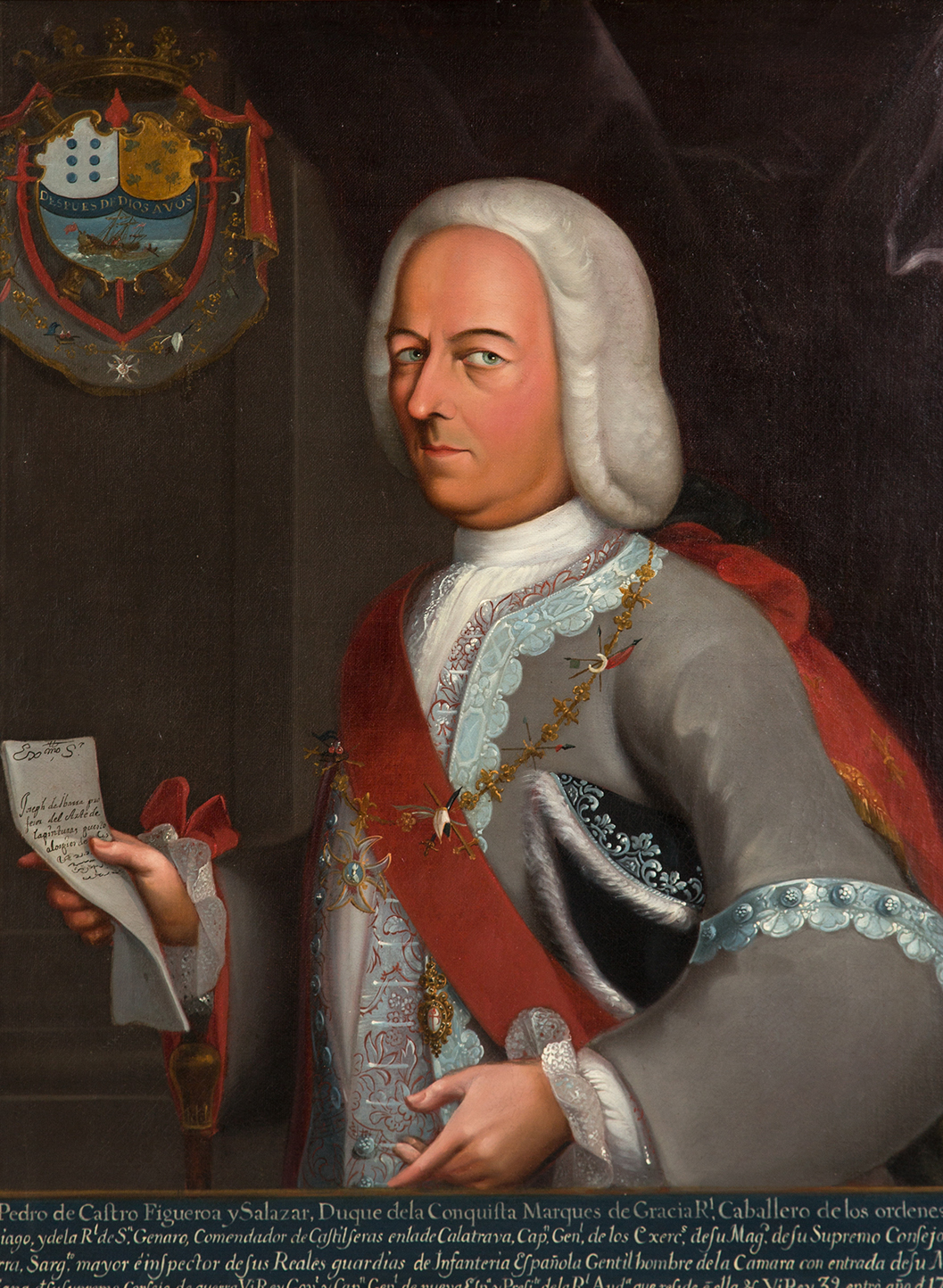
Pedro de Castro Figueroa y Salazar, primer titular del ducado de la Conquista, como título español

El ducado de la Conquista es un título nobiliario español creado el 22 de junio de 1847 por la reina Isabel II a favor de José María Jerónimo de Villarroel e Ibarrola, iv duca della Conquista, en el reino de las Dos Sicilias, iv marqués de Gracia Real de Ledesma, xii marqués de los Palacios, vizconde de la Frontera.

## Antecedentes
El ducado de la Conquista, como título español, procede de la conversión a título del Reino, que efectuó Isabel II, en 1847, sobre el antiguo ducado della Conquista, que como título del reino de las Dos Sicilias había creado Carlos VII de Nápoles el 4 de octubre de 1735 para Pedro de Castro Figueroa y Salazar, a quién Felipe V ya le había nombrado en 1729, i marqués de Gracia Real.

## Duques de la Conquista
|                                              | Titular                                      | Periodo                                      |
| Creación por Carlos VII de las Dos Sicilias, | Creación por Carlos VII de las Dos Sicilias, | Creación por Carlos VII de las Dos Sicilias, |
| Ducas della Conquista.                       | Ducas della Conquista.                       | Ducas della Conquista.                       |
| -------------------------------------------- | -------------------------------------------- | -------------------------------------------- |
| i                                            | Pedro de Castro Figueroa y Salazar           | 1735-1741                                    |
| ii                                           | Bernardo de Castro y Azcárraga               | 1741-1777                                    |
| iii                                          | Pedro de Castro y Loynaz                     | 1777-1803                                    |
| iv                                           | José María de Villarroel e Ibarrola          | 1847-1856                                    |
| Creación por Isabel II                       |                                              |                                              |
| Duques de la Conquista                       |                                              |                                              |
| i                                            | José María de Villarroel e Ibarrola          | 1847-1856                                    |
| ii                                           | Luis de Villarroel y Goicolea                | 1858-1893                                    |
| iii                                          | María de la Natividad Quindós y Villarroel   | 1893-1953                                    |
| iv                                           | María Flora de Chaves y Lemery               | 1953-1967                                    |
| v                                            | María del Pilar de Chaves Lemery             | 1967-1984                                    |
| vi                                           | Alfonso de Egaña y Azúa                      | 1987-2016                                    |
| vii                                          | Alfonso de Egaña y Huerta                    | desde 2018                                   |

## Historia de los duques de la Conquista
- Pedro de Castro Figueroa y Salazar (1685-1741), i duca della Conquista, i marqués de Gracia Real de Ledesma ( de 1729 a 1741), era hijo de Jacinto de Castro y de Isabel de Salazar.

1. Casó con Bernarda de Azcárraga. Le sucedió su hijo:

- Bernardo de Castro y Azcárraga, (1718-1777), ii duca della Conquista, ii marqués de Gracia Real de Ledesma.

1. Casó con María de la Soledad Loynaz y Bustamante. Le sucedió su hijo:

- Pedro de Castro y Loynaz, (-1803),  iii duca della Conquista. Sin descendientes. El título quedó vacante y fue rehabilitado en la Casa de Villarroel, en la persona de:

- José María Jerónimo de Villarroel e Ibarrola, (1801-1856) i duque de la Conquista (por conversión a título del Reino del título de iv duca della Conquista), iv marqués de Gracia Real de Ledesma, xii marqués de los Palacios, vizconde de la Frontera. Hijo de Francisco Villarroel y Castro, hijo del vizconde de la Frontera y de Paula Ibarrola y Gónzalez de Campos. Nieto paterno de Loreto Castro y Loynaz, hermana del iii duca della Conquista. Fue Caballerizo y luego Mayordomo mayor del Rey consorte, Francisco de Asís de Borbón.

1. Casó con María Goicolea y Ariza. Le sucedió su hijo:

- Luis de Villarroel y Goicolea, (1831-1893) ii duque de la Conquista, xiii marqués de los Palacios. Le sucedió su sobrina, hija de su hermana Fernanda Villarroel y Goicolea, vizcondesa de la Frontera (fallecida en 1873) y su marido José Mariano Quindós y Tejada marqués de San Saturnino:

- María de la Natividad Quindós y Villarroel (1861-1953), iii duquesa de la Conquista, vii marquesa de San Saturnino, xiv marquesa de los Palacios, marquesa de Gracia Real de Ledesma, vizcondesa de la Frontera. Fue Camarera mayor de la Reina madre.

1. Casó con Francisco de Asís Arias Dávila y Matheu, conde de Cumbres Altas, hijo del conde de Puñonrostro. Sin descendientes. El título recayó en unas parientes lejanas por doble vínculo. Por un lado, las hermanas de Chaves Lemery eran hijas de un primo quinto de la iii duquesa como tataranietas de Amparo Villarroel Ribadeneyra, madre del i duque de Noblejas lo que las vinculaba a la Casa de Conquista indirectamente. Por otro lado eran, a su vez, primas terceras de la iii duquesa como bisnietas de Genara Ibarrola y Gónzalez de Campos, hermana de la madre del i duque de la Conquista tras su rehabilitación.

- María Flora de Chaves y Lemery (1891-1967), iv duquesa de la Conquista, iv duquesa de Noblejas, ii condesa de Caudilla, quién era hija de Manuel de Chaves y Beramendi, i conde de Caudilla y de Isabel Lemery y Ferrer Ibarrola, hija de José Lemery e Ibarrola i marqués de Baroja. Sin descendientes. Le sucedió su hermana:

- María del Pilar de Chaves Lemery (1896-1980), v duquesa de la Conquista, v duquesa de Noblejas, xv marquesa de los Palacios, iii marquesa de la Matilla, iii condesa de Caudilla, vizcondesa de la Frontera.

1. Casó con Léon Le Febve de Vivy. Parece ser que tuvo descendientes adoptivos, aunque no solicitaron la sucesión en estos títulos (ver "discusión"). El título recayó en su sobrino segundo (hijo de su prima hermana Carmen Azúa y de Chaves (hija a su vez de Juan Azúa Suárez y Carmen de Chaves y Beramendi), casada con Alfonso Egaña Elizarán):

- Alfonso de Egaña y Azúa (1930-2016), vi duque de la Conquista, vizconde de la Frontera.

1. Casado con Milagros Huerta Eregaña. Sus hijos son:
  1. Alfonso de Egaña Huerta, casado con Esther Marín.
  2. Almudena de Egaña Huerta, casada con Jaime Porras.

Le sucedió su hijo:
- Alfonso de Egaña y Huerta, vii duque de la Conquista